# Droit substantiel
Cet article court présente un sujet plus développé dans : Droit.
Le droit substantiel (appelé parfois improprement « droit substantif »), droit de fond ou droit matériel est l'ensemble des règles juridiques qui définissent les droits et obligations dans un système juridique donné. Il s'oppose au droit procédural (ou droit formel) qui précise la manière dont les personnes peuvent faire valoir leurs droits. Autrement dit, le droit matériel est le « contenu » du droit, tandis que le droit de procédure détermine l'exercice du droit. 